# Distretto di Vapi
Il distretto di Vapi è uno degli otto distretti (mueang) della provincia di Salavan, nel Laos. Ha come capoluogo la città di Vapi.